# Équipe du Maroc de football américain
L'équipe du Maroc de football américain représenter par  l'Association marocaine de football américain (AMFA) lors des compétitions internationales.
Créée en 2012, elle joue son premier match en 2013.
En 2014, la AMFA est membre de l'IFAF Africa.
Elle est également membre de Fédération internationale de football américain depuis 2014.
Le Maroc s'est imposé 20-6 contre l'Égypte, lors du championnat Africain de football américain. Mohamed Amouh fut nommé MVP du match. 
Elle est devenue la première équipe africaine et arabe à se qualifier à une coupe du monde de football américain en étant qualifiée pour la coupe du monde de football américain 2015.

## Palmarès
Jeux mondiaux
- 2005 : Non présente
- 2017 : Non présente

Coupe du monde de football américain
- 1999 : Non présente
- 2003 : Non présente
- 2007 : Non présente
- 2011 : Non présente
- 2015 : Non-Classé
- 2019 :Non présente

Championnat d'Afrique de Football Américain
- 2014 :  Vainqueur
- 2018 :  Vainqueur

## Uniformes
| 2013 | 2013 |